# Senneville-sur-Fécamp
Senneville-sur-Fécamp ist eine französische Gemeinde mit 875 Einwohnern (Stand: 1. Januar 2022) im Département Seine-Maritime in der Region Normandie. Sie gehört zum Arrondissement Le Havre und zum Kanton Fécamp. Die Einwohner werden Sennevillais genannt.

## Geographie
Senneville-sur-Fécamp liegt im Pays de Caux etwa 38 Kilometer nordöstlich von Le Havre an der Alabasterküste zum Ärmelkanal. Umgeben wird Senneville-sur-Fécamp von den Nachbargemeinden Életot im Nordosten, Sainte-Hélène-Bondeville im Osten, Colleville im Südosten sowie Fécamp im Süden und Westen.

## Bevölkerungsentwicklung
| Jahr                      | 1962 | 1968 | 1975 | 1982 | 1990 | 1999 | 2006 | 2013 |
| Einwohner                 | 538  | 527  | 533  | 540  | 565  | 628  | 752  | 822  |
| Quelle: Cassini und INSEE |      |      |      |      |      |      |      |      |

## Sehenswürdigkeiten
- Kirche Sainte-Anne aus dem 13. Jahrhundert

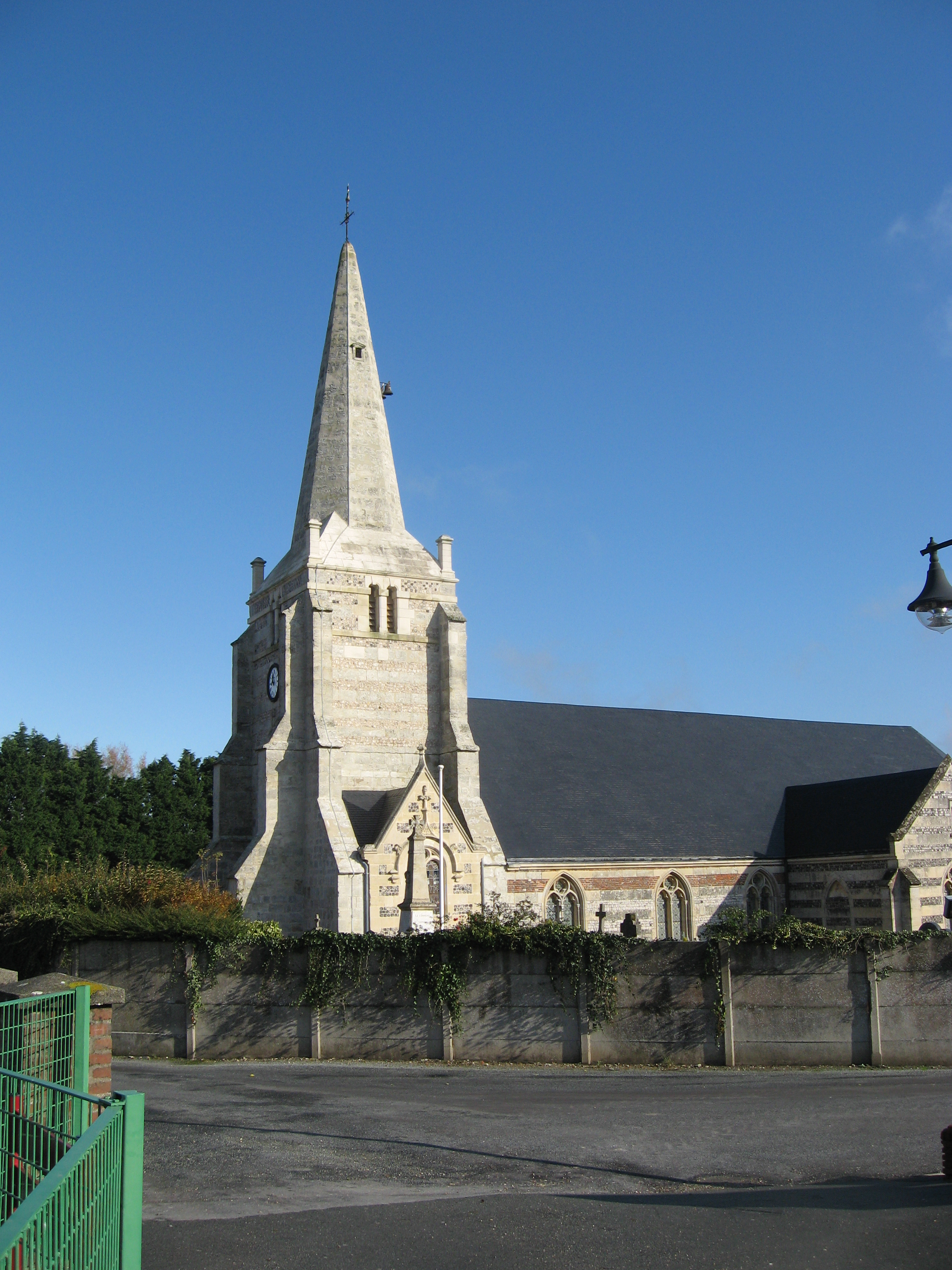
Kirche Sainte-Anne

- Schloss aus dem 19. Jahrhundert